# Statistisches Gebiet (Berlin)
Ein Statistisches Gebiet ist beim Amt für Statistik Berlin-Brandenburg ein Gebiet in Berlin für statistische Zwecke.

## Kennung
Jedes statistische Gebiet hat eine dreistellige Kennziffer.

## Lage
Im Land Berlin liegt jedes statistische Gebiet in maximal einem Bezirk.
Ein Statistisches Gebiet kann über Ortsteilgrenzen hinwegreichen; in solchen Fällen ist eine eindeutige Zuordnung eines Statistischen Gebiets zu einem bestimmten Ortsteil nicht möglich. So liegt zum Beispiel das Statistische Gebiet Rudow teilweise im Ortsteil Rudow und teilweise im Ortsteil Gropiusstadt.

## Untergliederung
Ein statistisches Gebiet umfasst mindestens ein Verkehrsgebiet, welches wiederum mindestens ein Teilverkehrsgebiet umfasst.

## Beispiel
Bezirk Mitte, Ortsteil Berlin-Mitte:
098 – Friedrich-Wilhelm-Stadt – Statistisches Gebiet
0981 0 Friedrichstraße / Luisenstraße – Verkehrsgebiet
09811 0 Luisenstraße / Adele-Schreiber-Krieger-Straße
09812 0 Friedrichstraße / Reinhardtstraße
0982 0 Luisenstraße / Hannoversche Straße – Verkehrsgebiet
09821 0 Luisenstraße / Alexanderufer
09822 0 Friedrichstraße / Hannoversche Straße
0983 0 Chausseestraße / Hannoversche Straße – Verkehrsgebiet
09831 0 Chausseestraße / Hannoversche Straße
0984 0 Invalidenstraße / Scharnhorststraße – Verkehrsgebiet
09841 0 Invalidenstraße / Schwarzer Weg
09842 0 Scharnhorststraße / Boyenstraße